# Saints Row: Gat out of Hell
Saints Row: Gat out of Hell is een open wereld action-adventure ontwikkeld door Deep Silver Volition en High Voltage Software. Het is een stand alone uitbreidingspakket voor Saints Row IV en is uitgegeven door Deep Silver voor de PlayStation 3, de PlayStation 4, Windows, de Xbox 360 en de Xbox One. Het spel kwam in Europa op 20 januari 2015 uit.